# Hệ thống máy quay ảo

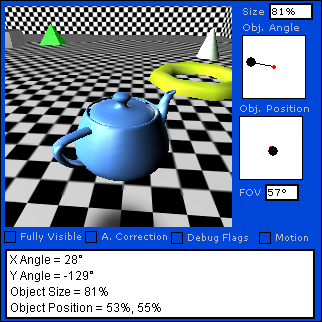
Bản demo hệ thống máy quay ảo với các thông số có thể được điều chỉnh.

Trong các trò chơi điện tử có đồ họa 3D, hệ thống máy quay ảo được sử dụng để điều khiển một hoặc nhiều máy quay nhằm hiển thị góc nhìn 3D của một thế giới ảo. Mục đích của việc sử dụng hệ thống máy quay trong các trò chơi điện tử là để thể hiện các tình tiết ở góc độ đẹp nhất; nói một cách đơn giản hơn là hệ thống này được sử dụng trong các thế giới ảo 3D khi cần góc nhìn thứ ba.
Khác với các nhà làm phim, người tạo ra hệ thống máy quay ảo phải làm việc với một thế giới mang tính tương tác và khó đoán trước. Họ không thể biết nhân vật của người chơi sẽ di chuyến đến đâu trong những giây tiếp theo; vì vậy họ cũng không thể sắp xếp trước các góc máy như trong quá trình làm phim. Để giải quyết vấn đề này, hệ thống máy quay ảo sử dụng một số quy tắc hoặc trí thông minh nhân tạo để lựa chọn góc máy phù hợp nhất.
Có ba loại hệ thống máy quay chính. Trong hệ thống máy quay cố định, máy quay không hề di chuyển và hệ thống hiển thị nhân vật của người chơi bằng một loạt hình ảnh tĩnh. Ngược lại, hệ thống máy quay theo dõi, đi theo chuyển động của nhân vật. Cuố cùng, hệ thống máy quay tương tác được tự động hóa một phần và cho phép người chơi trực tiếp thay đổi góc nhìn. Để ứng dụng hệ thống máy quay, các nhà phát triển trò chơi điện tử sử dụng những kỹ thuật như lập trình ràng buộc, kịch bản trí thông minh nhân tạo hay tác nhân tự động.

## Góc nhìn thứ ba
Trong các trò chơi điện tử, thuật ngữ "góc nhìn thứ ba" chỉ phối cảnh đồ họa được kết xuất từ một khoảng cách cố định ở phía trên nhân vật của người chơi. Góc nhìn này cho phép người chơi cảm nhận rõ hơn ngoại hình của nhân vật, và được sử dụng nhiều nhất trong thể loại hành động và hành động phiêu lưu. Các trò chơi có góc nhìn này thường sử dụng âm thanh mang tính vị trí, cụ thể âm lượng của các âm thanh thay đổi dựa trên vị trí của nhân vật.
Có ba loại hệ thống máy quay góc nhìn thứ ba chính: "hệ thống máy quay cố định" trong đó các vị trí của máy quay được định sẵn trong quá trình phát triển trò chơi; "hệ thống máy quay theo dõi" trong đó máy quay đi theo nhân vật của người chơi; và "hệ thống máy quay tương tác" trong đó người chơi được tự điều khiển góc nhìn.

### Cố định

Một số góc nhìn trong Resident Evil 2 với mục đích gây sự căng thẳng.

Ở hệ thống này, nhà phát triển định sẵn các giá trị cho máy quay, chẳng hạn như vị trí, hướng và phạm vi quan sát, trong quá trình sản xuất trò chơi. Vì góc máy không thay đổi, một địa điểm sẽ luôn được hiển thị từ cùng một góc nhìn. Ví dụ của hệ thống máy quay này là Alone in the Dark. Mặc dù các nhân vật có mô hình 3D, phông nền đằng sau đã được kết xuất từ trước. Các trò chơi Resident Evil đầu tiên hay dòng trò chơi God of War cũng được biết đến là sử dụng kỹ thuật này. Một ưu điểm của hệ thống máy quay này là nó cho phép các nhà thiết kế mô phỏng phim. Tương tự như việc làm phim, họ có khả năng tạo ra các bầu không khi bằng cách lựa chọn kỹ càng góc máy. Các trò chơi sử dụng kỹ thuật này thường được khen ngợi về tính điện ảnh.

### Theo dõi

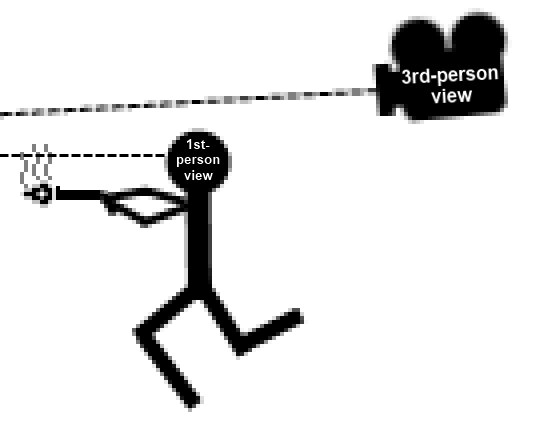
Hình minh họa một nhân vật chính do người chơi điều khiển với máy quay theo dõi ở phía sau. Máy quay được đặt ở trên nhân vật một chút và hơi chĩa xuống về phía nhân vật.

Máy quay theo dõi đi theo nhân vật từ phía sau. Người chơi không thể làm gì để điều khiển máy quay, như xoay hoặc di chuyển nó đến một vị trí khác. Hệ thống máy quay này rất phổ biến ở các trò chơi có đồ họa 3D đời đầu như Crash Bandicoot hay Tomb Raider vì sự đơn giản trong việc ứng dụng. Tuy nhiên, nó vẫn tồn tại một số vấn đề. Cụ thể là nếu góc nhìn hiện tại không phù hợp (vì nó bị một vật thể nào đó chắn ngang, hay nó không phải là góc nhìn người chơi muốn sử dụng) thì người chơi cũng không thể thay đổi được gì. Đôi khi góc nhìn này cũng gây khó khăn khi nhân vật xoay người hay đứng dựa vào tường. Máy quay có thể bị giật hoặc di chuyển đến một vị trí bất tiện.

### Tương tác

Thay vì giữ nguyên vị trí ở đằng sau Mario, máy quay tự động xoay để hiển thị đường đi (Super Mario 64).

Hệ thống máy quay này là phiên bản cải tiến của hệ thống máy quay theo dõi. Mặc dù máy quay vẫn theo dõi chuyển động của nhân vật, một vài thông số của nó, như hướng hoặc khoảng cách với nhân vật, có thể được thay đổi. Trên các máy chơi game console, máy quay thường được điều khiển bằng một cần điều khiển để có độ chính xác cao hơn, còn ở các trò chơi PC thì nó thường được điều khiển bằng chuột. Ví dụ cho điều này là các trò chơi như Super Mario Sunshine hoặc The Legend of Zelda: The Wind Waker. Việc ứng dụng các hệ thống máy quay tương tác hoàn toàn một cách phù hợp là rất khó. Do đó GameSpot cho rằng phần lớn độ khó của Super Mario Sunshine' xuất phát từ việc người chơi phải điều khiển máy quay. The Legend of Zelda: The Wind Waker đã làm được việc này một cách hiệu quả hơn - IGN cảm thấy hệ thống máy quay của trò chơi "thông minh đến nỗi người chơi hiếm khi phải điều khiển nó bằng tay".
Một trong những trò chơi đầu tiên sử dụng hệ thống máy quay tương tác là Super Mario 64. Trò chơi có hai hệ thống máy quay mà người chơi có thể chuyển đổi qua lại bất cứ lúc nào. Một trong số đô là một hệ thống máy quay theo dõi mặc dù được điều khiển một phần bởi trí thông minh nhân tạo. Cụ thể, hệ thống này "nhận biết" được cấu trúc của mỗi màn chơi và nhờ đó đoán trước được những góc máy nhất định. Chẳng hạn, trong màn chơi đầu tiên khi đường đi đến ngọn đồi chuẩn bị rẽ trái, máy quay tự động xoay xung quanh Mario, trong khi nếu người chơi nhấn phím di chuyển lên hoặc xuống, máy quay sẽ lại gần hoặc rời ra xa khỏi Mario.